# Paper (König)
Paper war ein nubischer König von Alt Dunqula.
Paper ist nur von einer Inschrift bekannt, die sich eingeritzt auf dem Wandstuck in der Kirche von Banganarti fand. Diese Inschrift kann mit dem Stuck ins 14. Jahrhundert datiert werden. Der Herrscher bezeichnet sich dort als Paper, König der Stadt Tungul. Tungul ist der nubische Name von Alt Dunqula. Dieser Königstitel ist bisher nicht belegt. Das Ende des Reiches Makuria liegt weiterhin im Dunkeln, doch ist diese kurze Inschrift von besonderer Bedeutung zu dem Verständnis der damaligen Zeit. Anscheinend zerfiel das Reich von Makuria im 14. Jahrhundert in kleinere Einheiten und Alt Dunqula, die ehemalige Hauptstadt wurde nicht etwa aufgegeben, wie bisher angenommen, sondern scheint für eine Weile als Stadtstaat mit einem König weiterexistiert zu haben.